# San Roque (Bonansa)

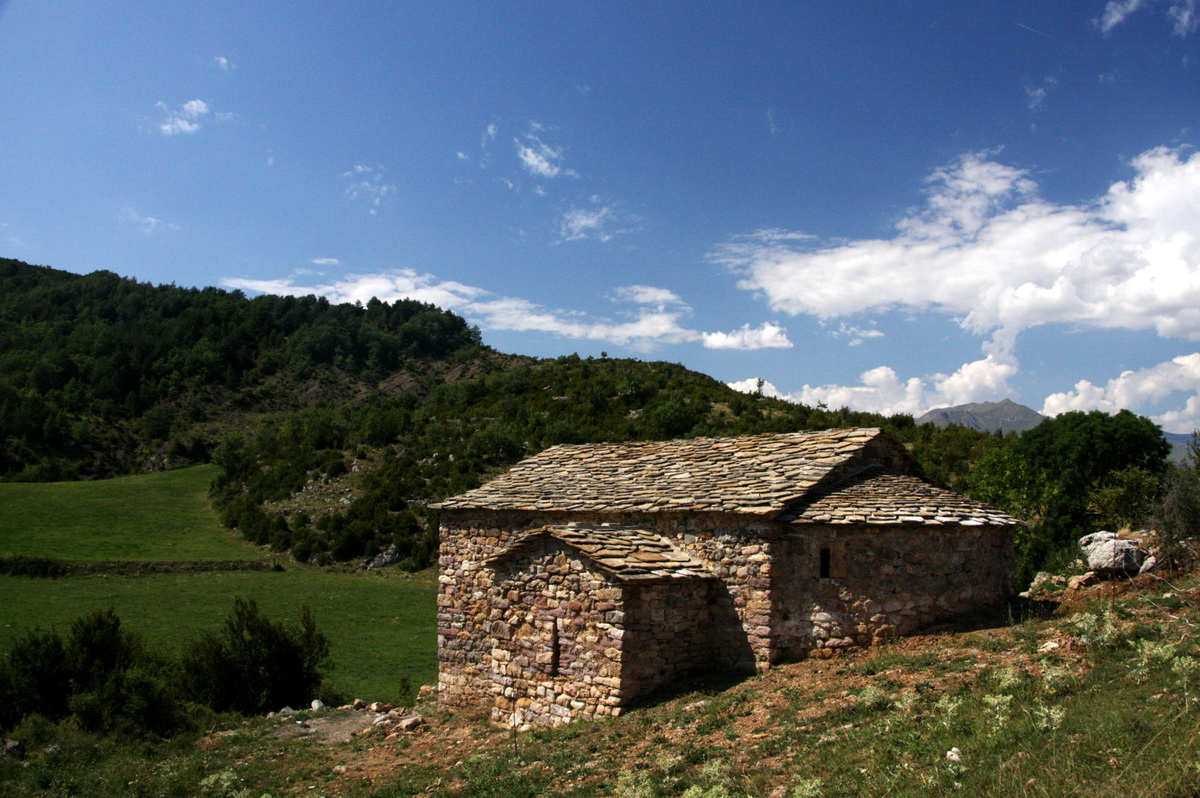
Kirche San Roque

Die Kirche San Roque (katalanisch Sant Roc de Bonansa) in Bonansa, einer Gemeinde in der spanischen Provinz Huesca der Autonomen Region Aragonien, wurde im 12./13. Jahrhundert errichtet. Die Kirche ist ein geschütztes Baudenkmal (Bien de Interés Cultural).

## Beschreibung
Die dem heiligen Rochus geweihte Kirche gehörte zu einer Einsiedelei. Sie ist einschiffig und schließt mit einer halbrunden Apsis, die von einer Halbkuppel gedeckt wird. Die kleine romanische Kirche, die nahezu verfallen war, wurde im Jahr 2004 wiederhergestellt.